# Inous nigripalpis
Inous nigripalpis är en fjärilsart som beskrevs av Walker 1855. Inous nigripalpis ingår i släktet Inous och familjen snigelspinnare. Inga underarter finns listade i Catalogue of Life.